# PC Music
PC Music é uma gravadora e coletivo de arte com sede em Londres dirigida pelo produtor A. G. Cook. Foi fundada em 2013, disponibilizando suas músicas no SoundCloud naquele ano. Artistas em sua lista incluem Hannah Diamond, GFOTY, Danny L Harle, EASYFUN, Namasenda e Planet 1999. Os lançamentos da gravadora foram apresentados nas compilações, PC Music Volume 1 (2015) e Volume 2 (2016).
A gravadora é conhecida por sua visão surreal ou exagerada de tropos da música pop dos anos 1990 e 2000, muitas vezes apresentando vocais femininos e texturas sintéticas brilhantes. A PC Music tem sido caracterizada por abraçar a estética da publicidade, do consumismo e da marca corporativa. Seus artistas frequentemente apresentam personas inventadas inspiradas na cibercultura. O rótulo inspirou elogios e críticas de jornalistas e foi chamado de "polarizadora".
No dia do seu 10º aniversário a PC Music anunciou que este será o último ano de lançamentos, mas que até ao final do ano vai haver inúmeros lançamentos dos artistas. "Após uma década de actividade, 2023 será o último ano de novos lançamentos da PC Music. Temos inúmeros novos álbuns e singles a serem lançados muito em breve. Personal Computer Music para sempre."

## Antecedentes
A gravadora funciona como um coletivo em que atos frequentemente colaboram entre si. Muitos dos atos são pseudônimos, obscurecendo as identidades e o número de artistas no selo. No início, a gravadora mantinha um controle rígido sobre sua marca e limitava sua interação com jornalistas, e à medida que seu perfil crescia, Cook se recusou a se envolver com a imprensa, descrito como uma espécie de figura de Berry Gordy dentro do grupo. A revista Vice, disse que os atos da PC Music são melhor entendidos não como pessoas vivas, mas como "peças de arte meticulosamente planejadas e consideradas de longa duração... instalações vivas que lançam música". Cook mencionou a preferência por "gravar pessoas que normalmente não fazem música e tratá-las como se fossem artistas de uma grande gravadora". Em vez de se envolver em campanhas promocionais estendidas, a gravadora anuncia continuamente novos atos. Cada um desenvolve uma persona que é transmitida através de gírias da Internet e imagens de desenhos animados.

## História
Cook já havia trabalhado no Gamsonite, um "pseudo-selo" e blog coletando suas primeiras colaborações, entre outros projetos, enquanto estudava música na Goldsmiths, University of London. Ele fundou a PC Music em agosto de 2013, como forma de abraçar um papel de A&R. Em um ano, a gravadora publicou 40 músicas no SoundCloud, onde, em setembro de 2014, algumas de suas músicas acumularam mais de 100.000 escutas. Não haviam lançado um single físico, e seu primeiro download pago não veio até o lançamento de "Every Night" de Hannah Diamond em novembro de 2014. O single "Hey QT" de QT também foi lançado em 2014, pela XL Recordings, com produção de Cook e da personalidade afiliada da PC Music, Sophie.
Em março de 2014, a gravadora fez sua estreia ao vivo nos Estados Unidos quando Cook, Sophie e QT se apresentaram no Hype Hotel da Hype Machine durante o South by Southwest. No ano seguinte, em março de 2015, vários membros do coletivo apareceram em um showcase da gravadora no South by Southwest. Cook descreveu isso como um "momento de renascimento" para o grupo, movendo-se para funcionar como uma gravadora real. Pouco depois, eles lançaram seu primeiro álbum de compilação oficial, intitulado PC Music Volume 1. Em 8 de maio de 2015, artistas da PC Music se apresentaram no BRIC House no Brooklyn, Nova York, como parte do Red Bull Music Academy Festival, para estrear Pop Cube, "uma rede de realidade multimídia".

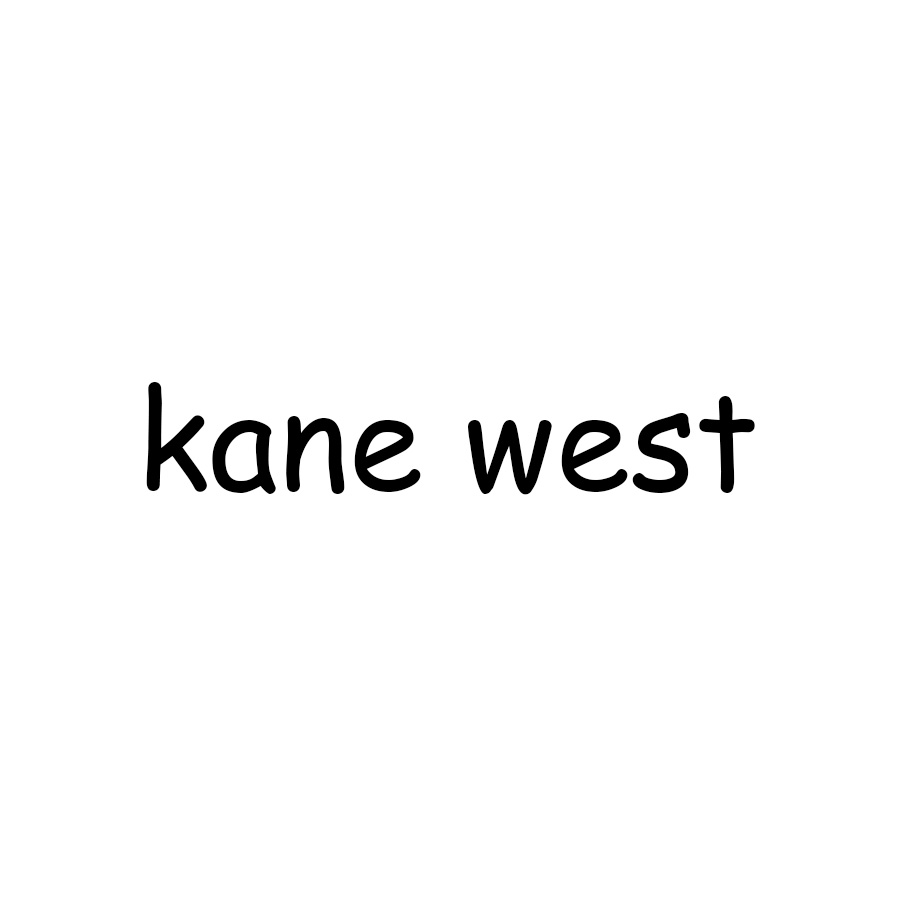
Arte promocional para o EP, Western Beats de Kane West. O uso de Comic Sans alude à tipografia dos primeiros websites.

Em 21 de outubro de 2015, a gravadora anunciou no Facebook uma parceria com a grande gravadora, Columbia Records. O primeiro lançamento desta parceria foi um EP de Danny L Harle. Em dezembro de 2015, a PC Music lançou o single "Only You", uma colaboração entre A. G. Cook e a estrela pop chinesa Chris Lee, com um videoclipe dirigido por Kinga Burza.
Em 18 de novembro de 2016, a PC Music lançou o PC Music Volume 2, uma compilação com a maior parte da lista de artistas da gravadora. Uma crítica no The Guardian o elogiou por ser "mais bonito e progressivo do que nunca" e prova que "Cook e sua gangue são as pessoas mais inteligentes e atenciosas no pop britânico".
Em 16 de fevereiro de 2018, a PC Music lançou uma compilação em vinil duplo limitada de PC Music Volume 1 e PC Music Volume 2 e em dezembro de 2018, a PC Music anunciou novas reedições em vinil e CD de PC Music Volume 1 e PC Music Volume 2, bem como o primeiro lançamento físico da compilação, Month of Mayhem, da gravadora. GFOTY também anunciou sua saída da gravadora nessa época. Desde então, ela assinou com uma nova gravadora, Pretty Wavvy.

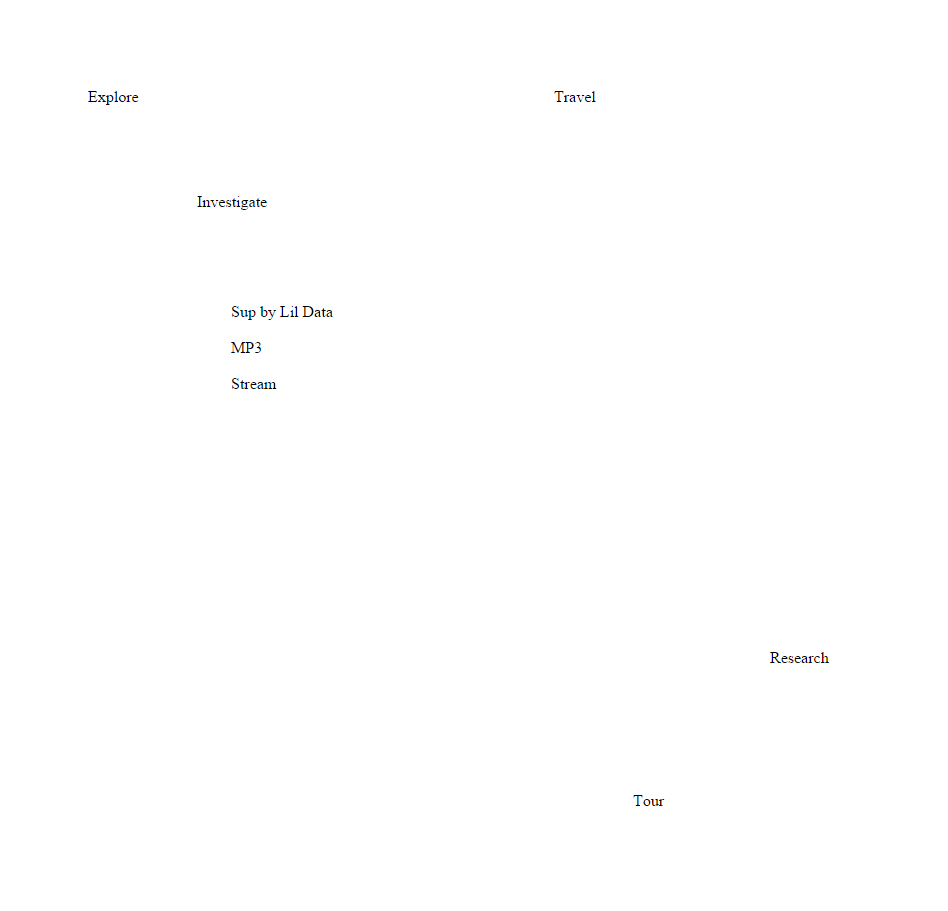
Um site promocional para Sup de Lil Data, que incorpora influências da net art.

## Som e influências
A gravadora lançou músicas com um som consistente que Clive Martin, escrevendo para a Vice, descreveu como "Um composto lúdico de sons e gêneros desconsiderados". Lanre Bakare, escrevendo para o The Guardian, identificou os elementos da música como "as enormes explosões de sintetizadores favorecidas pelos incomodadores das paradas do Eurodance, como Cascada, o sub-baixo do grime e o alcance vocal agudo do happy hardcore". Os estilos e influências da música incorporadas incluem bubblegum dance, balearic trance, wonky e electro house. Cook cita a música pop coreana e japonesa e a cultura gyaru, bem como o trabalho de produção de Max Martin e Jimmy Jam e Terry Lewis. Sua produção envolve a sobreposição de sons discordantes uns sobre os outros para produzir mixagens caóticas, semelhantes às técnicas usadas na música MIDI negra. Mudanças bruscas de timbre e ritmo são usadas para criar múltiplas perspectivas de uma personalidade. Cook também cita indiretamente o músico americano, Conlon Nancarrow, como fonte de inspiração no Pop Cube Trailer 1 da PC Music.
As composições da PC Music geralmente lidam com o consumismo como tema. Em seus haul videos, Lipgloss Twins incluem referências a marcas de moda e maquiagem. Os vocais no mix da gravadora para a DIS Magazine refletem várias formas de marketing: etiquetas de identificação do produtor, trailers de filmes e product placement para um patrocinador. A gravadora traz cantores inexperientes para gravar suas músicas. Os vocais são completamente processados, mudando o tom para cima ou cortando-o para usar como elemento rítmico. Essas distorções criam uma representação pós-irônica do consumismo, dinheiro e sexo.
A estética da PC Music combina elementos de fofura, camp e kawaii, embora frequentemente, como o crítico de música, Maurice Marion, aponta para a Rare Candy, com um tom sinistro e lynchiano alcançado por inversões dissonantes e harmonização cáustica. Os críticos compararam o selo a Ryan Trecartin em seu passo irregular, "apropriação feminina" e gírias de patricinha. Em um artigo para a Vice, Ryan Bassil sugeriu que o estilo da PC Music permite uma expressão mais sincera de emoções.
O selo foi abraçado como uma resposta mais feminina à subcultura da dance music. A disponibilidade de software de música permitiu a disseminação de dance music de alta produção por músicos independentes, particularmente no SoundCloud. A PC Music muitas vezes exagera a estética homogeneizada e de alta fidelidade dessas músicas. O vice-editor da Vogue, Alex Frank, comentou que a manipulação aberta de referências culturais exibiu um senso de humor cínico, criando uma abordagem insular para fazer dance music durante um período de renascimento do house.
No final dos anos 2010, o termo "hyperpop" começou a ser usado como um microgênero referente à música associada ao selo PC Music e aos artistas que ele influenciou.

## Recepção
À medida que a PC Music se tornou mais proeminente em 2014, a reação a ela foi frequentemente descrita como "divisiva". Joe Moynihan, escrevendo na Fact, comentou que "a PC Music lançou, em pouco mais de um ano, algumas das músicas pop mais atraentes da memória recente". Alguns críticos acharam seu som de trance de ritmo acelerado sem arte ou agravante.
A PC Music recebeu elogios em várias listas de final de ano de 2014. A Dazed incluiu A. G. Cook no número 12 em seu "Dazed 100"; A Fact nomeou a PC Music como a melhor gravadora de 2014; O The Huffington Post incluiu a PC Music no número 3 em seus "Álbuns Subestimados - 2014"; O Resident Advisor incluiu a PC Music no número 4 em seu "Top Gravadoras do Ano" em 2014; e a Tiny Mix Tapes a incluíu em suas "15 Gravadoras Favoritas de 2014". A revista Spin nomeou a PC Music como a "Tendência do Ano" para 2014. Em 2021, The Forty-Five nomeou vários artistas da PC Music – incluindo A. G. Cook, umru e Hannah Diamond – em sua lista das melhores músicas hyperpop de todos os tempos.

## Shows ao vivo
A PC Music produziu várias apresentações focados em gravadoras desde o início. Após uma breve apresentação no SXSW em 2015, em 8 de maio de 2015, a PC Music lançou uma "rede de realidade multimídia" chamada 'Pop Cube'. Um evento em conjunto com a rede foi criado e passou a fazer parte do Red Bull Music Academy Festival em Nova York, que rapidamente esgotou. Em maio de 2016, a PC Music apresentou 'Pop Cosmos' no Scala em Londres, com Danny L Harle, Hannah Diamond, GFOTY, A. G. Cook, Felicita, Easyfun e Spinee. Em julho de 2016, a PC Music realizou um novo evento único chamado 'Pop City' no Create em Los Angeles. Além de apresentações programadas de artistas da PC Music, o show contou com convidados, incluindo Carly Rae Jepsen, Charli XCX e QT. Na webzine, 405, os shows ao vivo da PC Music foram descritos como sendo cercados por uma aura autêntica descuidada e foram reconhecidos por seu "destemor de visão de futuro para empurrar a música pop para áreas novas e ousadas".

## Artistas
Lista atual de artistas assinados com a gravadora
- A. G. Cook
- Astra King
- caro♡
- EasyFun[13][49]
- felicita[50]
- Hannah Diamond
- Hyd
- Lil Data[51]
- Namasenda[52]
- Ö
- Planet 1999
- umru[53][54]

Artistas anteriormente assinados com a gravadora
- Danny L Harle
- Finn Diesel[55]
- GFOTY
- Kane West (Gus Lobban do Kero Kero Bonito)[8]
- Spinee
- Tommy Cash

Artistas com apenas um lançamento solo na gravadora
- Chris Lee
- Maxo
- Princess Bambi[13][8][9]
- Tielsie[8]

Projetos de grupo e aliases alternativos na gravadora
- AFK (Ö & A. G. Cook)
- Danny Sunshine (Danny L Harle)
- DJ LIFELINE (A. G. Cook)
- DJ Warlord (A. G. Cook)[8]
- Dux Content (A. G. Cook e Danny L Harle)[8]
- EasyFX (A. G. Cook e EasyFun)
- Guys Next Door (A. G. Cook e Oneohtrix Point Never)[56]
- Life Sim (especulado de que seja A. G. Cook)
- Lipgloss Twins (A. G. Cook e Felicita)[13]
- MC Boing (Danny L Harle e Lil Data)[57]
- Nu New Edition (especulado de que seja A. G. Cook e/ou Finn Diesel)
- Thy Slaughter (A. G. Cook e EasyFun)[58]
- U.R.S.U.L.A. (especulado de que seja A. G. Cook & Spinee)[59]

Vocalistas e outros artistas convidados na gravadora
- 645AR
- Aj simons
- Alaska Reid
- Banoffee
- Carly Rae Jepsen
- Caroline Polachek
- Cecile Believe
- Charli XCX[60][61]
- Chloe Sachikonye
- Clairo
- Denzel Himself
- Ellen Roberts
- Emily Verlander
- Eyelar
- emotegi
- Goth Jafar
- Harriet Pittard
- Hazel Yule
- Iiris
- Joey LaBeija
- Kero Kero Bonito
- La Zowi
- Laura Les
- Lewis Grant
- Matt Copson
- Merlin Nova
- Mowalola
- Noonie Bao
- Oklou
- Petal Supply
- Phoebe Ryan
- Raffy
- Ravenna Golden
- Rebecca Black
- Sarah Bonito
- Sophie Cates
- Sounds Like A U Problem

Artistas com pelo menos um lançamento remixado de um artista na gravadora
- 100 gecs
- Banoffee
- Baauer
- Bladee
- Caroline Polachek
- Casey MQ
- Christine and the Queens
- DJ DJ Booth
- Dreamtrak
- Ed Sheeran
- Erika de Casier
- How To Dress Well
- Janet Jackson
- K.I.D
- Kacy Hill
- Kero Kero Bonito
- Lady Gaga
- lil aaron
- MNEK
- Oklou
- Oneohtrix Point Never
- Orchin
- Perfume Genius
- Phoenix
- Rostam
- Sekai no Owari
- Silly Boy Blue
- Slayyyter
- Spector
- Tinashe
- Whethan
- Yelle

## Discografia
- PC Music Volume 1 (2015)
- PC Music Volume 2 (2016)
- Month of Mayhem (2018)[62]
- Appleville (Golden Ticket) (2020)[63]
- Pop Crypt (Skeleton Key) (2020)[64]
- Pop Caroler's Songbook (2020)[65]
- PC Music Volume 3 (2022)